# Georg Hochgesang
Georg Hochgesang (Norimberga, 3 novembre 1897 – 12 giugno 1988) è stato un calciatore tedesco, di ruolo centrocampista.

## Carriera

### Nazionale
Ha collezionato 6 presenze con la propria Nazionale.

## Palmarès

### Club
- Campionato tedesco: 4

Norimberga: 1923-1924, 1924-1925, 1926-1927
Fortuna Dusseldorf: 1932-1933

### Individuale
- Capocannoniere della Verbandsliga: 1

1924-1925